# Муминович, Дамир
Дамир Муминович (серб. Дамир Муминовић; исл. Damir Muminovic; род. 13 мая 1990, Заечар) — исландский футболист, защитник клуба «Брейдаблик».

## Карьера
Во взрослом футболе Муминович дебютировал за два дня до своего семнадцатилетия 11 мая 2007 года в составе коупавогюрского «Имира». Пять дней спустя в матче 1/128 финала Кубка Исландии с флудирским «Хрюнаменном» оформил первое для себя взятие ворот, забив победный мяч на 79-й минуте игры (3:1 по окончании матча). Всего в первом сезоне провёл семь матчей в лиге.
Следующий год провёл в «Коупавогюре», сыграв в чемпионате 16 матчей из двадцати двух. По итогам первенства команда заняла одиннадцатое место и вылетела в Первую лигу.
Сезон 2009 начал в «Имире» (10 матчей), но в августе вернулся в «Коупавогюр». Дамир успел выйти на поле в шести матчах, но клуб занял лишь третье место в Первой лиге и не смог перейти в элитный дивизион.
Проведя три игры за «Коупавогюр» в 2010 году, отправился в клуб Второй лиги «Хвёт». Но в обоих коллективах не снискал успеха.
Первую половину 2011 года отыграл в «Имире», затем вновь проделал хорошо знакомый маршрут в  «Коупавогюр». Ни в национальной лиге, ни в розыгрыше Кубка клубы Дамира не смогли добиться высоких результатов.
В 2012 году состоялся переход Муминовича в «Лейкнир». Несмотря на неудачное выступление клуба, сам защитник смог заявить о себе во весь голос и оставить о себе в целом положительное впечатление.
В составе оулафсвикского «Викингюра» Дамир стал безоговорочным игроком основы и провёл все 22 игры в чемпионате.
Зимой 2014 года Дамир Муминович подписал контракт с «Брейдабликом». С «зелёными» он выиграл два Кубка лиги (2015, 2024), а также четырежды (2015, 2018, 2019, 2021) становился вице-чемпионом и дважды (2022, 2024) чемпионом страны. В 2018 году вместе с командой лишь в серии ударов с одиннадцатиметровой отметки уступил «Стьярнану» в финале Кубка. Кроме того, в 2016 году дебютировал в Лиге Европы матчами с латышской «Елгавой». В 2023 году «Брейдаблик» с Дамиром в составе стал первым исландским клубом, пробившимся в групповой этап Лиги конференций. В настоящий момент Муминович является одним из столпов обороны «Брейдаблика».
В январе 2025 года Дамир на полгода расторг контракт с «Брейдабликом» и перешёл в брунейский «Дули Пениран Муда Махкота» из столицы султаната — Бандар-Сери-Бегавана. В том сезоне команда выступала в Сингапурской Премьер-лиге. Муминович сыграл за клуб 14 матчей в чемпионате и оформил одну голевую передачу. Кроме того, он дошёл до полуфинала Кубка Сингапура, проведя шесть игр в составе. Примечательно, что во всех двадцати матчах Дамир выходил в стартовом составе и ни разу не был заменён.
17 июля 2025 года вновь заключил контракт с «Брейдабликом».
15 января 2022 года дебютировал в составе сборной Исландии, сыграв в товарищеском матче против сборной Республики Корея. Матч завершился поражением исландцев со счётом 1:5. Всего за национальную команду провёл шесть игр.

## Достижения
«Брейдаблик»
- Чемпион Исландии (2): 2022, 2024
- Серебряный призёр чемпионата Исландии (4): 2015, 2018, 2019, 2021
- Обладатель Кубка исландской лиги: 2015, 2024
- Финалист Кубка исландской лиги: 2014
- Финалист Кубка Исландии: 2018
- Обладатель Суперкубка Исландии: 2023
- Финалист Суперкубка Исландии: 2022